# Eduard Plantagenet, 17. hrabě z Warwicku
Eduard Plantagenet, 17. hrabě z Warwicku (25. února 1475 Warwick – 28. listopadu 1499 Londýn) byl synem Jiřího, 1. vévody z Clarence a Isabely Nevillové. Mimo jiné byl i synovcem posledních dvou anglických králů z rodu Plantagenetů, Eduarda IV. a Richarda III., a bratrancem mladého krále Eduarda V. V době vlády Richarda III. a Jindřicha VII. byl potenciálním následníkem anglického trůnu. Jeho děd z matčiny strany byl známý "Králotvůrce" - Richard Neville, 16. hrabě z Warwicku.

## Život
Narodil se v anglickém městě Warwick v rodinném domě své matky jako třetí potomek Jiřího Plantageneta, mladšího bratra tehdy vládnoucího Eduarda IV., a jeho ženy Isabely a ačkoli byl Eduard jejich již třetím potomkem, byl prvorozeným a dlouho očekávaným synem. Eduard měl dvě starší sestry - Annu (zemřela po porodu ve francouzském Calais, některé zdroje uvádějí, že mohlo jít o chlapce) a Markétu, pozdější hraběnku ze Salisbury, kromě nich měl ještě mladšího bratra Richarda, který zemřel jako malý a po jehož porodu matka zemřela.
V roce 1478, krátce po popravě jeho otce, mu byl udělen titul "hraběte z Warwicku", zděděný po otci a dědovi z matčiny strany, který neměl mužského dědice. Jeho otec byl toho roku popraven v londýnském Toweru za zradu. O dva roky později byl svěřen do péče markýzi z Dorsetu (syn královny Alžběty Woodvillové), který měl tím pádem právo vybrat Eduardovi manželku a díky kterému se malý yorský princ dostal do Toweru. Některé zdroje uvádějí, že se chlapec z Toweru dostal díky svému strýci Richardu III. a tajně žil v domácnosti jeho ženy Anny Nevillové (mladší sestra jeho matky Isabely) Po tom, co byl v roce 1483 sesazen z anglického trůnu jeho bratranec Eduard V., byl jeho nárok na korunu opětovně přehlížen. Jako důvod toho, že nemá nárok na trůn byla uváděna údajná otcova zrada. Někteří historikové, ale naopak tvrdí, že král Richard prohlásil svého synovce svým následníkem po smrti svého vlastního a jediného potomka teprve desetiletého Eduarda, prince z Walesu.

## Poprava
Po smrti Richarda III. byl desetiletý hrabě z Warwicku novým krále Jindřichem VII. opět uvržen za zdi londýnského Toweru, v roce 1490 mu byl sice potvrzen titul hraběte z Warwicku i nárok na matčino dědictví, ale i nadále byl vězněn jako potenciální hrozba pro Jindřichovu vládu. V zajetí žil až do roku 1499, kdy se objevil jistý Perkin Warbeck. Ten o sobě tvrdil, že je ztraceným princem Richardem ze Shrewsbury, vévodou z Yorku a druhorozeným synem Eduarda IV.
Mezi oběma se zrodil plán na spiknutí a útěk, ten se ovšem nepovedl. S hrabětem z Warwicku byl veden soudní proces, který jej shledal vinným ze spiknutí a pokusu o útěk. 28. listopadu 1499 byl Eduard, poslední žijící Plantagenet, z rozsudku krále popraven na Tower Hill. Král Jindřich zaplatil za Eduardovu hlavu a tělo, aby mohl být pohřben na Bishamském opatství v hrabství Berkshire. Jeho poprava se měla konat hlavně na nátlak krále Ferdinanda II. Aragonského a jeho manželky Isabely I. Kastilské, kteří byli rodiči Jindřichovy snachy Kateřiny Aragonské (manželka Jindřicha VIII.). Ta se po zbytek života cítila vinna za smrt mladého hraběte z Warwicku a všechna svá životní martyria přičítala právě jeho tragickému skonu.
Žádné pomoci se nedostalo ani Perkinu Warbeckovi, který byl popraven několik dní před Eduardem.

## Vývod z předků
|                      |                      |  |              |                                  |  |  |  |  |  |  |  | Edmund z Langley |
|                      |                      |  |              |                                  |  |  |  |  |  |  |  |                  |
|                      | Richard z Konisburgu |  |              |                                  |  |  |  |  |  |  |  |                  |
|                      |                      |  |              |                                  |  |  |  |  |  |  |  |                  |
|                      |                      |  |              | Isabela Kastilská                |  |  |  |  |  |  |  |                  |
|                      |                      |  |              |                                  |  |  |  |  |  |  |  |                  |
|                      | Richard Plantagenet  |  |              |                                  |  |  |  |  |  |  |  |                  |
|                      |                      |  |              |                                  |  |  |  |  |  |  |  |                  |
|                      |                      |  |              | Roger Mortimer, 4. hrabě z March |  |  |  |  |  |  |  |                  |
|                      |                      |  |              |                                  |  |  |  |  |  |  |  |                  |
|                      | Anna Mortimerová     |  |              |                                  |  |  |  |  |  |  |  |                  |
|                      |                      |  |              |                                  |  |  |  |  |  |  |  |                  |
|                      |                      |  |              | Alianore Hollandová              |  |  |  |  |  |  |  |                  |
|                      |                      |  |              |                                  |  |  |  |  |  |  |  |                  |
|                      | Jiří Plantagenet     |  |              |                                  |  |  |  |  |  |  |  |                  |
|                      |                      |  |              |                                  |  |  |  |  |  |  |  |                  |
|                      |                      |  |              | Jan Nevill                       |  |  |  |  |  |  |  |                  |
|                      |                      |  |              |                                  |  |  |  |  |  |  |  |                  |
|                      | Ralf Nevill          |  |              |                                  |  |  |  |  |  |  |  |                  |
|                      |                      |  |              |                                  |  |  |  |  |  |  |  |                  |
|                      |                      |  |              | Maud Percyová                    |  |  |  |  |  |  |  |                  |
|                      |                      |  |              |                                  |  |  |  |  |  |  |  |                  |
|                      | Cecílie Nevillová    |  |              |                                  |  |  |  |  |  |  |  |                  |
|                      |                      |  |              |                                  |  |  |  |  |  |  |  |                  |
|                      |                      |  |              | Jan z Gentu                      |  |  |  |  |  |  |  |                  |
|                      |                      |  |              |                                  |  |  |  |  |  |  |  |                  |
|                      | Jana Beaufortová     |  |              |                                  |  |  |  |  |  |  |  |                  |
|                      |                      |  |              |                                  |  |  |  |  |  |  |  |                  |
|                      |                      |  |              | Kateřina Swynfordová             |  |  |  |  |  |  |  |                  |
|                      |                      |  |              |                                  |  |  |  |  |  |  |  |                  |
| 'Eduard Plantagenet' |                      |  |              |                                  |  |  |  |  |  |  |  |                  |
|                      |                      |  |              |                                  |  |  |  |  |  |  |  |                  |
|                      |                      |  | Ralf Neville |                                  |  |  |  |  |  |  |  |                  |
|                      |                      |  |              |                                  |  |  |  |  |  |  |  |                  |
|                      | Richard Neville      |  |              |                                  |  |  |  |  |  |  |  |                  |
|                      |                      |  |              |                                  |  |  |  |  |  |  |  |                  |
|                      |                      |  |              | Jana Beaufortová                 |  |  |  |  |  |  |  |                  |
|                      |                      |  |              |                                  |  |  |  |  |  |  |  |                  |
|                      | Richard Neville      |  |              |                                  |  |  |  |  |  |  |  |                  |
|                      |                      |  |              |                                  |  |  |  |  |  |  |  |                  |
|                      |                      |  |              | Tomáš Montagu                    |  |  |  |  |  |  |  |                  |
|                      |                      |  |              |                                  |  |  |  |  |  |  |  |                  |
|                      | Alice Montacutová    |  |              |                                  |  |  |  |  |  |  |  |                  |
|                      |                      |  |              |                                  |  |  |  |  |  |  |  |                  |
|                      |                      |  |              | Eleonora Hollandová              |  |  |  |  |  |  |  |                  |
|                      |                      |  |              |                                  |  |  |  |  |  |  |  |                  |
|                      | Isabela Nevillová    |  |              |                                  |  |  |  |  |  |  |  |                  |
|                      |                      |  |              |                                  |  |  |  |  |  |  |  |                  |
|                      |                      |  |              | Tomáš Beauchamp                  |  |  |  |  |  |  |  |                  |
|                      |                      |  |              |                                  |  |  |  |  |  |  |  |                  |
|                      | Richard Beauchamp    |  |              |                                  |  |  |  |  |  |  |  |                  |
|                      |                      |  |              |                                  |  |  |  |  |  |  |  |                  |
|                      |                      |  |              | Margaret Ferrersová              |  |  |  |  |  |  |  |                  |
|                      |                      |  |              |                                  |  |  |  |  |  |  |  |                  |
|                      | Anna Beauchampová    |  |              |                                  |  |  |  |  |  |  |  |                  |
|                      |                      |  |              |                                  |  |  |  |  |  |  |  |                  |
|                      |                      |  |              | Tomáš Despenser                  |  |  |  |  |  |  |  |                  |
|                      |                      |  |              |                                  |  |  |  |  |  |  |  |                  |
|                      | Isabela Despenserová |  |              |                                  |  |  |  |  |  |  |  |                  |
|                      |                      |  |              |                                  |  |  |  |  |  |  |  |                  |
|                      |                      |  |              | Konstancie z Yorku               |  |  |  |  |  |  |  |                  |
|                      |                      |  |              |                                  |  |  |  |  |  |  |  |                  |